# Rosendo Melo
Rosendo Nicolás Melo Moreno (Lima, 1 de marzo de 1847 - Ibídem, 27 de noviembre de 1915), fue un marino e historiador peruano.

## Biografía
Hijo de Francisco Melo (portugués) y Lucía Moreno González.
Era muy joven aun cuando ingresó en el Colegio Militar y Naval, del que egresó como guardiamarina, participando poco después en el combate del Callao del 2 de mayo de 1866. Mereció una felicitación por su comportamiento en acción.
En 1877 enfermó de malaria y se vio obligado a solicitar su baja. Era una época en que la marina de guerra se debatía en una crisis, debido a su abandono de parte del gobierno, por lo que, una vez recuperada su salud, Melo optó por enrolarse en la marina mercante, donde trabajó como piloto.
Al estallar la Guerra del Pacífico en 1879, retornó al servicio. Al frente de una brigada de 125 marinos, se encargó de vigilar las operaciones de la escuadra chilena desde la Isla de San Lorenzo, durante el bloqueo del Callao. En más de una ocasión dio muestras de valor en dicha misión, por lo que el dictador Nicolás de Piérola lo nombró jefe de los vigías del Arsenal Naval.
Finalizada la guerra, retornó a la vida civil y se afincó en el Callao, llevando una existencia modesta, dedicado al comercio, al periodismo y a los estudios históricos y geográficos. En su temprana juventud, había cultivado la poesía y la novela.
Fue corresponsal del diario El Comercio en el puerto del Callao. Además, fundó las primeras escuelas nocturnas, promovió la fundación de la Sociedad de Marina, y editó El Auxiliar del Comercio, periódico publicado de 1901 a 1908 y enfocado en la actividad mercantil
Fue uno de los miembros fundadores del Instituto Histórico del Perú (1905), de cuya  primera junta directiva fue prosecretario (1905-1907).  Fue también miembro activo de la Sociedad Geográfica de Lima, desde 1906.
Falleció en Lima en 1915, víctima de una neumonía. Estuvo casado con Margarita Camacho.

## Publicaciones

### Novelas
- El destino (Valparaíso, 1870)
- Dorila (1871).

### Obras históricas
- Apuntes marítimos (1880)
- Los piratas y el Callao antiguo. Reseña histórico-marítima (1893)
- El Callao. Monografia histórico-geográfica (3 volúmenes, 1899-1900)
- Historia de la Marina del Perú (3 volúmenes, 1907-1915), que abarca desde el descubrimiento de América hasta la llegada al Perú de los cruceros Grau y Bolognesi en 1905 (primer gobierno de José Pardo).

### Obras técnicas y geográficas
- Apuntes para la irrigación del valle del Chira (1888)
- Derrotero de la costa del Perú (1906 y 1913)
- Hidrografía del Perú (1913).